# Campionati del mondo di ciclocross 2000
I Campionati del mondo di ciclocross 2000 (en.: 2000 UCI Cyclo-cross World Championships) si sono svolti a Sint-Michielsgestel nei Paesi Bassi, dal 29 al 30 gennaio 2000.  
Sono state 4 le gare in programma: tre maschili e una femminile.

## Programma
Sabato 29 gennaio:
- 11:00 Donne Elite
- 14:00 Uomini Under-23

Domenica 30 gennaio:
- 11:00 Uomini junior
- 14:00 Uomini Elite

## Medagliere
| Pos.   | Nazione     | Oro | Argento | Bronzo | Totale |
| ------ | ----------- | --- | ------- | ------ | ------ |
| 1      | Belgio      | 2   | 2       | 2      | 6      |
| 2      | Paesi Bassi | 1   | 0       | 1      | 2      |
| 3      | Germania    | 1   | 0       | 0      | 1      |
| 4      | Regno Unito | 0   | 1       | 0      | 1      |
| 4      | Stati Uniti | 0   | 1       | 0      | 1      |
| 6      | Rep. Ceca   | 0   | 0       | 1      | 1      |
| Totale | Totale      | 4   | 4       | 4      | 12     |

## Podi
| Eventi            | Oro                 | Tempo  | Argento         | Tempo | Bronzo               | Tempo   |
| Gare maschili     |                     |        |                 |       |                      |         |
| Elite dettagli    | Richard Groenendaal | 59'57" | Mario De Clercq | a 38" | Sven Nys             | a 42"   |
| Under-23 dettagli | Bart Wellens        | 53'32" | Tom Vannoppen   | a 44" | Davy Commeyne        | a 1'04" |
| Junior dettagli   | Bart Aernouts       | 41'06" | Walker Ferguson | a 15" | David Kasek          | a 47"   |
| Gare femminili    |                     |        |                 |       |                      |         |
| Elite dettagli    | Hanka Kupfernagel   | 42'10" | Louise Robinson | a 57" | Daphny van den Brand | a 1'16" |